# Rhinoeupelmus fuscipennis
Rhinoeupelmus fuscipennis är en stekelart som först beskrevs av William Harris Ashmead 1904.  Rhinoeupelmus fuscipennis ingår i släktet Rhinoeupelmus och familjen hoppglanssteklar. Inga underarter finns listade i Catalogue of Life.